# フジテレビの深夜アニメ枠
- フジテレビジョン > フジテレビ番組一覧 > フジテレビ系アニメ > フジテレビの深夜アニメ枠
- アニメ > テレビアニメ > フジテレビ系アニメ > フジテレビの深夜アニメ枠
- テレビ番組 > 深夜番組 > 深夜アニメ > フジテレビの深夜アニメ枠

フジテレビの深夜アニメ枠（フジテレビのしんやアニメわく）では、フジテレビで深夜帯（おおむね23時台以降）に放送される深夜アニメ全般について扱う。
金曜未明(木曜深夜)→金曜深夜に放送中の『ノイタミナ』枠、木曜未明（水曜深夜）の『+Ultra』枠、月曜未明（日曜深夜）→木曜未明（水曜深夜）の『B8station』枠、およびかつて木曜未明（水曜深夜）に放送されていた『NOISE』枠の作品に関しては各記事を参照のこと。

## 概要
フジテレビは、1963年に日本初の深夜アニメ『仙人部落』を皮切りに、1987年の『レモンエンジェル』など、いわゆるフロート番組（番組内番組）を含め不定期に深夜アニメを放送してきた。
2001年4 - 7月期の『パチスロ貴族 銀』の放送を機に、木曜未明（水曜深夜）を中心とした番組枠で深夜アニメの放送が定着。2002年頃には深夜アニメ市場の急拡大の影響を受け、同年10月期になると番組数が4本に急増、翌2003年4月期には4本中3本が集中していた木曜未明（水曜深夜）の番組枠に『あにめ缶』（あにめかん）というレーベル名称を設けた。
その一方で、同年12月1日の地上デジタル放送のチャンネル開局に伴う放送設備のメンテナンスによる深夜帯の放送休止が頻発したことなどが災いし、休止の翌週以降に2話以上の連続放送を繰り返し行なったり、放送回数が不足した結果、一部のエピソードを放送できずに打ち切りとしたりするなどの番組編成のトラブルが度々発生した。例として、2002年1月期の『Kanon（第1作）』は同月末からの放送開始となった関係で、全13話中9話が連続放送（2話連続が3回、3話連続が1回）となった。また、『クロノクルセイド』は全24話（毎週1話ずつ放送すれば約6ヶ月間で放送終了）という話数に対し、2003年11月25日 - 2004年6月9日の放送に29週間（7ヶ月強）かかった（途中、改編期を挟んだ都合で放送枠の移動あり）。同作を含む火曜未明（月曜深夜）の番組枠においては、2003年1月 - 2004年6月の6クール（1年半）の間に5クール（1年3ヶ月）分の作品しか放送出来なかった。
『あにめ缶』レーベルは約1年で消滅し、2004年9月の『GIRLSブラボー first season』と『サムライチャンプルー』の放送終了をもって、フジテレビの深夜アニメ枠自体も一時消滅した。
2005年4月には新たな深夜アニメ枠として、金曜未明（木曜深夜）に『ノイタミナ』枠を創設し、当初は女性向けの作品を中心にラインナップするなどしてイメージを一新させた他、それまでの関東ローカル主体の放送から系列局にもネット局を順次拡大している。また、同年10月には『ノイタミナ』とは別に日曜未明（土曜深夜）にも番組枠が設けられ『DO!深夜アニメ劇場』枠として、2008年10月には古巣の木曜未明（水曜深夜）に移動した上で『NOISE』枠として、2009年9月までの計4年間に渡り2本体制の深夜アニメ枠が展開された。半年間の『ノイタミナ』枠のみの体制を経て、2010年4月 - 2015年3月の5年間は『ノイタミナ』枠自体が2本体制に拡大されたが、同年4月以降は久々に1本体制に戻った。
2018年10月には、フジテレビ系のBS局であるBSフジも製作に参加する『+Ultra』枠が創設。『NOISE』枠の最終作品である『青い花』が終了した2009年9月以来、9年振りに古巣の木曜未明（水曜深夜）の深夜アニメ枠が復活した。2024年現在は一部の例外を除いて、『ノイタミナ』と『+Ultra』の2レーベル・2本体制で作品を継続して放送している。2022年10月には2004年9月以来、実に18年振りに火曜未明（月曜深夜）2時台の深夜アニメが、2クール1作品限りながら復活した。
2024年10月期には、新たに金曜23時台に全国ネットの深夜アニメ枠を設けた。。2025年4月期より、『ノイタミナ』が金曜未明（木曜深夜）からこの枠に移動する。
2021年10月期より、日曜23時台にアニメ枠が新設。2024年まで鬼滅の刃放送時のみの散発的な編成だったが、2025年4月よりワンピースが日曜朝より移動した事でレギュラー化している。
また、2026年を目処に火曜23時台にもアニメ枠を新設する構想を発表している。
BSフジでも『ノイタミナ』などの各枠を含む一部の作品（製作に参加している『+Ultra』枠については全作品）が放送されている他、フジテレビ系の専門チャンネルであるフジテレビワンツーネクストの各チャンネル（主にフジテレビ721→フジテレビTWO）や、アニマックスおよびAT-X（テレビ東京系）などのアニメ専門チャンネルでも遅れて放送されることがある。

## 番組一覧
特記無き限りは30分番組。

### 放送中
- ONE PIECE（2025年4月6日 - 、日曜23:15 - 23:45）

FNSフルネット26局で同時ネット。日曜朝9時30分-10時00分枠より移動。

## 番組の変遷
フロート番組（番組内番組）やミニ番組は除く。『ノイタミナ』枠と『+Ultra』枠の番組については、各記事を参照のこと。
放送日が2日以上にわたる場合は、月曜未明（日曜深夜）を基準として放送が早い作品を1作目とする。
1998年から2004年まで
|                                                   | 1作目                                                              | 2作目                                                                       | 3作目                                                   | 4作目                                                         |
| ------------------------------------------------- | ------------------------------------------------------------------ | --------------------------------------------------------------------------- | ------------------------------------------------------- | ------------------------------------------------------------- |
| 1998年4月                                         | DTエイトロン ＜日曜未明（土曜深夜）・第1部＞ ※4 - 11月             | 頭文字D（First Stage） ＜日曜未明（土曜深夜）・第2部＞                      |                                                         |                                                               |
| 1998年7月                                         | DTエイトロン ＜日曜未明（土曜深夜）・第1部＞ ※4 - 11月             | 頭文字D（First Stage） ＜日曜未明（土曜深夜）・第2部＞                      |                                                         |                                                               |
| 1998年10月                                        | DTエイトロン ＜日曜未明（土曜深夜）・第1部＞ ※4 - 11月             | 頭文字D（First Stage） ＜日曜未明（土曜深夜）・第2部＞                      |                                                         |                                                               |
| ≪この期間は休止≫                                  |                                                                    |                                                                             |                                                         |                                                               |
| 1999年10月                                        | 頭文字D（Second Stage） ＜金曜未明（木曜深夜）＞ ※10月 - 2000年1月 |                                                                             |                                                         |                                                               |
| ≪この期間は休止≫                                  |                                                                    |                                                                             |                                                         |                                                               |
| 2001年4月                                         | パチスロ貴族 銀 ＜木曜未明（水曜深夜）＞                           |                                                                             |                                                         |                                                               |
| 2001年7月                                         | パチスロ貴族 銀 ＜木曜未明（水曜深夜）＞                           |                                                                             |                                                         |                                                               |
| 2001年10月                                        | HELLSING ＜木曜未明（水曜深夜）＞ ※10月 - 2002年1月                |                                                                             |                                                         |                                                               |
| 2002年1月                                         | Kanon（第1作） ＜木曜未明（水曜深夜）＞                            |                                                                             |                                                         |                                                               |
| 2002年4月                                         | ラーゼフォン ＜水曜未明（火曜深夜）＞ ※第10話以降                  | 藍より青し ＜木曜未明（水曜深夜）＞                                         |                                                         |                                                               |
| 2002年7月                                         | ラーゼフォン ＜水曜未明（火曜深夜）＞ ※第10話以降                  | 藍より青し ＜木曜未明（水曜深夜）＞                                         |                                                         |                                                               |
| 2002年10月                                        | 超重神グラヴィオン ＜火曜未明（月曜深夜）＞                        | キディ・グレイド ＜水曜未明（火曜深夜）＞                                   | 灰羽連盟 ＜木曜未明（水曜深夜）・第1部＞                | ハングリーハート WILD STRIKER ＜木曜未明（水曜深夜）・第2部＞ |
| 2003年1月                                         | WOLF'S RAIN ＜火曜未明（月曜深夜）＞ ※1 - 7月                      | キディ・グレイド ＜水曜未明（火曜深夜）＞                                   | L/R -Licensed by Royal- ＜木曜未明（水曜深夜）・第1部＞ | ハングリーハート WILD STRIKER ＜木曜未明（水曜深夜）・第2部＞ |
| 2003年4月                                         | WOLF'S RAIN ＜火曜未明（月曜深夜）＞ ※1 - 7月                      | ハングリーハート WILD STRIKER ＜木曜未明（水曜深夜）・第1部＞ ※ - 2004年2月 | GAD GUARD ＜木曜未明（水曜深夜）・第2部＞               | TEXHNOLYZE ＜木曜未明（水曜深夜）・第3部＞                    |
| 2003年7月                                         | フルメタル・パニック? ふもっふ ＜火曜未明（月曜深夜）＞ ※8 - 11月  | ハングリーハート WILD STRIKER ＜木曜未明（水曜深夜）・第1部＞ ※ - 2004年2月 | GAD GUARD ＜木曜未明（水曜深夜）・第2部＞               | TEXHNOLYZE ＜木曜未明（水曜深夜）・第3部＞                    |
| 2003年10月                                        | フルメタル・パニック? ふもっふ ＜火曜未明（月曜深夜）＞ ※8 - 11月  | ハングリーハート WILD STRIKER ＜木曜未明（水曜深夜）・第1部＞ ※ - 2004年2月 | R.O.D -THE TV- ＜木曜未明（水曜深夜）・第2部＞          | GUNSLINGER GIRL ＜木曜未明（水曜深夜）・第3部＞               |
| 2004年1月                                         | クロノクルセイド ＜火曜未明（月曜深夜）＞ ※2003年11月 - 2004年6月  | ハングリーハート WILD STRIKER ＜木曜未明（水曜深夜）・第1部＞ ※ - 2004年2月 | R.O.D -THE TV- ＜木曜未明（水曜深夜）・第2部＞          | GUNSLINGER GIRL ＜木曜未明（水曜深夜）・第3部＞               |
| 2004年4月                                         | クロノクルセイド ＜火曜未明（月曜深夜）＞ ※2003年11月 - 2004年6月  | GANTZ 〜the first stage〜 ＜火曜未明（月曜深夜）＞                          | サムライチャンプルー ＜木曜未明（水曜深夜）＞ ※5月 -    |                                                               |
| 2004年7月                                         | GIRLSブラボー first season ＜火曜未明（月曜深夜）＞                | サムライチャンプルー ＜木曜未明（水曜深夜）＞                               |                                                         |                                                               |
| ≪深夜アニメ枠中断（2004年10月から2005年9月まで）≫ |                                                                    |                                                                             |                                                         |                                                               |

2005年から2009年まで
|                                                                                                   | 作品名                                                                |
| ここから『DO!深夜アニメ劇場』レーベルとして日曜未明（土曜深夜）に放送                             | ここから『DO!深夜アニメ劇場』レーベルとして日曜未明（土曜深夜）に放送 |
| ------------------------------------------------------------------------------------------------- | --------------------------------------------------------------------- |
| 2005年10月                                                                                        | 蟲師                                                                  |
| 2006年1月                                                                                         | 蟲師                                                                  |
| ≪この期間は休止≫                                                                                  |                                                                       |
| 2006年10月                                                                                        | バーテンダー                                                          |
| 2007年1月                                                                                         | 月面兎兵器ミーナ                                                      |
| 2007年4月                                                                                         | スカルマン THE SKULL MAN                                              |
| ≪この期間は休止≫                                                                                  |                                                                       |
| 2007年10月                                                                                        | しおんの王                                                            |
| 2008年1月                                                                                         | しおんの王                                                            |
| 2008年4月                                                                                         | 二十面相の娘                                                          |
| 2008年7月                                                                                         | 二十面相の娘                                                          |
| ここまで『DO!深夜アニメ劇場』レーベル、 ここから『NOISE』レーベルとして木曜未明（水曜深夜）に放送 |                                                                       |
| 2008年10月                                                                                        | ミチコとハッチン                                                      |
| 2009年1月                                                                                         | ミチコとハッチン                                                      |
| 2009年4月                                                                                         | リストランテ・パラディーゾ                                            |
| 2009年7月                                                                                         | 青い花                                                                |
| 『NOISE』レーベル廃止                                                                             |                                                                       |